# Edzard Jacob van Holthe
Jhr. Edzard Jacob van Holthe ('s-Gravenhage, 29 januari 1896 - Hilversum, 17 juli 1967) was een Nederlandse viceadmiraal en van 1948 tot 1951 bevelhebber der Zeestrijdkrachten. Van Holte was onder meer begiftigd met het Bronzen Kruis voor zijn verrichtingen tijdens de Tweede Wereldoorlog.

## Loopbaan

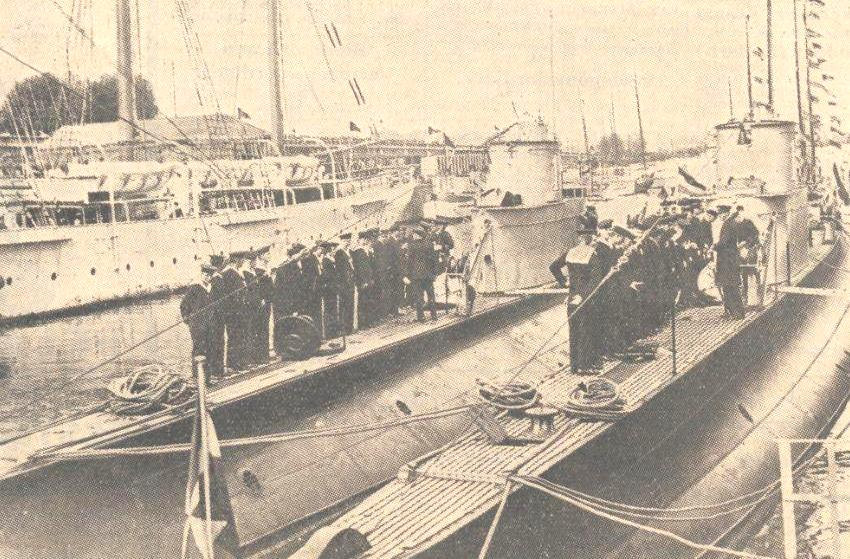
De onderzeeboten onder commando van Van Holthe in Brussel

Van Holthe kwam in augustus 1913 in aanmerking voor plaatsing als adelborst tweede klasse aan het Koninklijk Instituut voor de Marine te Willemsoord. Met ingang van 9 oktober 1916 werd hij benoemd tot luitenant-ter-zee der derde klasse en vertrok naar Nederlands-Indië; hij keerde, in de rang van luitenant-ter-zee tweede klasse, in februari 1920 naar Nederlands terug en werd aldaar ter beschikking gesteld. Met ingang van 30 mei 1921 werd hij overgeplaatst van de onderzeedienst te Vlissingen bij de onderzeedienstkazerne te Willemsoord en in november 1922 geplaatst op de KII als oudste officier; de commandant van dit schip, dat in de Indische wateren voer, was luitenant-ter-zee eerste klasse L.A.C.M. Doorman. In mei 1923 werd hij eervol ontheven van de waarneming van het bevel over de KII; dat was na afloop van de invaring van die bodem. Van Holthe kreeg in oktober 1925 toestemming naar Nederland terug te keren, werd bevorderd tot luitenant-ter-zee eerste klasse en werd in 1929 aangewezen voor de dienst in Oost-Indië; hij vertrok op 19 november 1929 per stoomschip P.C. Hooft van Amsterdam. In Indië werd hij belast met het bevel over Hr. Ms. K VII en commandeerde in mei 1930 Hr. Ms. KII, die deel uitmaakte van de vloot schepen die in die maand naar Banjoewangi stoomde.
Van Holthe werd in oktober 1930 eervol ontheven van zijn commando over het schip waarmee hij toen voer, Hr. Ms. K IX, en verkreeg uiteindelijk in januari 1934 vergunning om naar Nederland terug te keren. Met ingang van 21 mei van dat jaar werd hij bij de onderzeedienstkazerne in Willemsoord aangesteld en van 16 tot 22 mei 1935 bezocht hij Brussel met de onder zijn groepscommando varende onderzeeboten Hr. Ms. OXV en OXIII. Zowel Van Holthe als zijn medecommandant van de OXIII, luitenant-ter-zee J. Beckering Vickers, werden in Brussel onderscheiden met het Militaire Kruis van België. Datzelfde jaar voer een journalist van de Leeuwarder Courant een dagje mee met Hr. Ms. OXV, commandant van Holthe. Hij schreef in de Leeuwarder Courant: Na een kort gesprek dat ik aan de walkant met de commandant had had ik al begrepen dat ik geen betere gastheer kon treffen. Vriendelijk en mededeelzaam als hij was wist ik nu reeds dat ik onder zijn leiding een prettige en leerzame reis zou hebben.

## Latere loopbaan
In juni 1936 werd Van Holthe benoemd tot gewoon adjudant van de Koningin. In juli 1937 kreeg hij toestemming tot het aannemen en dragen der versierselen van de herinneringsmedaille, hem geschonken door de koning van Engeland en in januari 1939 werd hij bevorderd tot kapitein-luitenant-ter-zee. Tijdens een eendaagse oefening van Hr. Ms. Tromp, dan de flottieljeleider der Koninklijke Marine, werd een schietoefening gehouden. Deze schietoefening werd bijgewoond door prins Bernhard, die vergezeld was van Van Holthe. In de meidagen van 1940 begeleidde Van Holthe de
koningin naar Engeland. Op 14 mei 1940 werd hij benoemd tot commandant van de kruiser Jacob van Heemskerck, wat hij bleef tot 30 april 1943. Vervolgens werd hij aangesteld als sous-chef van de Marinestaf in Londen. Vanaf september 1945 tot januari 1947 was Van Holthe commandant der marine. In januari 1947 werd hij chef van de marinestaf. Op 1 september 1947 werd hij bevorderd tot viceadmiraal en van 1 oktober 1948 tot 1 augustus 1951 was hij Bevelhebber der Zeestrijdkrachten. Daarna was Van Holthe tot in 1953 voorzitter van het Comité Verenigde Chefs van Staven.
Na zijn pensionering in 1953 was hij commissaris bij Philips en voorzitter van de Stichting Het Residentieorkest.
Edzard van Holthe overleed op 71-jarige leeftijd.